# Peter Scarff
Peter Scarff (* 29. März 1909 in Linwood; † 9. Dezember 1933 ebenda) war ein schottischer Fußballspieler.

## Karriere
Peter Scarff wurde im Jahr 1909 in Linwood, 23 km südwestlich von Glasgow, geboren. Er spielte zunächst bei Linwood St. Conval’s, bevor er am 27. August 1928 einen Vertrag bei Celtic Glasgow unterschrieb und anschließend für einige Zeit an Maryhill Hibs abgegeben wurde. Sein Debüt gab er für den Verein am 19. Januar 1929 bei einem 5:1-Sieg über den FC Arthurlie in der 1. Runde des schottischen Pokals. Im Jahr 1931 gewann er mit Celtic den Pokal im Finale gegen den FC Motherwell. Im September 1930 gewann er als linker Außenstürmer mit einer Auswahl Glasgows gegen eine Städteauswahl von Sheffield mit 4:1. Im Februar 1931 absolvierte Scarff ein Länderspiel für Schottland gegen Nordirland in Belfast. Nach einem Spiel gegen Leith Athletic im Dezember 1931 hatte Scarff mit Bluthusten zu kämpfen, sodass er umgehend in das Sanatorium von Bridge of Weir eingewiesen wurde. Trotz der Hoffnung auf eine Erholung wurde eine Rückkehr auf den Fußballplatz im Mai 1933 ausgeschlossen. Am 9. Dezember 1933 verstarb Scarff im Alter von 24 Jahren an Tuberkulose.

## Erfolge
mit Celtic Glasgow:
- Schottischer Pokalsieger: 1931